# Stanislavciîk, Pervomaisk
Stanislavciîk (în ucraineană Станіславчик) este un sat în comuna Boleslavciîk din raionul Pervomaisk, regiunea Mîkolaiiv, Ucraina.

## Demografie
Componența lingvistică a localității Stanislavciîk
     Ucraineană (90,35%)
     Rusă (6,8%)
     Română (1,58%)
     Alte limbi (0,16%)
Conform recensământului din 2001, majoritatea populației localității Stanislavciîk era vorbitoare de ucraineană (90,35%), existând în minoritate și vorbitori de rusă (6,8%) și română (1,58%).